# Ребров, Сергей Иванович
Сергей Иванович Ребров (9 февраля 1929 года — 4 октября 2007 года) — специалист в области техники СВЧ,  доктор технических наук (1974), профессор, Генеральный директор НПО «Исток» (1962—1988), Генеральный конструктор ФГУП «НПП «Исток», Почётный гражданин города Фрязино. Заслуженный деятель науки и техники РФ. Герой Социалистического Труда, лауреат Ленинской премии и Государственной премии СССР. Депутат Верховного Совета СССР.

## Биография
Сергей Иванович Ребров родился 9 февраля 1929 года в городе Калинине (ныне Тверь), в семье государственного деятеля Ивана Павловича Реброва.  С 1935 года с семьёй жил в рабочем посёлке Щёкино, ныне город в Тульской области. В 1938 году отец был назначен заместителем председателя Совета народных комиссаров Киргизской ССР, и его семья переехала в город Фрунзе (ныне г. Бишкек). Там, в 1946 году Сергей Иванович окончил среднюю школу.
В 1946 году Сергей Иванович поступил в Московский энергетический институт (МЭИ), который окончил с «красным дипломом» в 1952 году, получив специальность «инженер-электрик». В годы учёбы в МЭИ, с 1948 года работал лаборантом на кафедре электронных приборов СВЧ (научный руководитель доцент МЭИ И. В. Лебедев). После окончания института, в 1952 году, был распределён на предприятие «почтовый ящик № 17» (ныне Научно-производственное предприятие «Исток») в городе Фрязино Московской области. На этом предприятии проработал всю жизнь, занимая последовательно должности:  инженер, начальник лаборатории (1953), начальник отдела (1959), директор (1962), Генеральный конструктор НПП «Исток» (1988).
Под руководством С. И. Реброва на руководимом им предприятии были созданы СВЧ-генераторы для радиолокационных систем, применяемых в зенитно-ракетных комплексах С-300В, С-300П, «Тор», на бортовой радиолокационной станции (БРЛС) дальнего радиолокационного обнаружения «Шмель», установленных в самолетах дальней радиолокационной разведки А-50, на радиолокационном прицельном комплексе «Заслон» для истребителей-перехватчиков МиГ-31 и др.
За выдающиеся заслуги в создании новой техники Указом Президиума Верховного Совета СССР от 10 июня 1985 года Реброву Сергею Ивановичу было присвоено звание Героя Социалистического Труда с вручением ордена Ленина и золотой медали «Серп и Молот».
Сергей Иванович Ребров имел 25 патентов на изобретения,  является автором около 200 научных трудов, включая 2 монографии.  Доктор технических наук, профессор, С. И. Ребров создал научную школу в области математического моделирования, электродинамики,  автоматизированного проектирования вакуумных и твердотельных приборов СВЧ. По его инициативе во Фрязино был открыт завод-втуза при Московском энергетическом институте, и сам С. И. Ребров много лет был заведующим кафедрой этого учебного заведения (в 1990 годы стал филиалом МИРЭА).
Сергей Иванович Ребров скончался 4 октября 2007 года во Фрязино, похоронен на кладбище деревни Новофрязино.

## Награды и звания
- Герой Социалистического Труда.
- Три ордена Ленина (29.07.1966, 29.03.1976, 10.06.1985).
- Орден Октябрьской революции (26.04.1971).
- Ленинская премия (1980).
- Государственная премия СССР (1968) — за разработку резонансных газоразрядных СВЧ-приборов для систем противовоздушной и противоракетной обороны[5].
- Премия Миноборонпрома России.

## Память
В городе Фрязино Московской области на доме №12 по ул Институтская установлена мемориальная доска в честь С. И. Реброва, на Аллее Героев Труда ему установлен бюст. В городе ежегодно проводится теннисный турнир «Мемориал С. И. Реброва».